# 野山楂
野山楂（学名：Crataegus cuneata）又可被稱為中國山楂（Chinese hawthorn）、为蔷薇科山楂属的植物。原產於中國，分布在日本以及中国大陆的河南、广东、江西、云南、广西、安徽、福建、湖南、浙江、贵州、江苏、湖北等地，生长于海拔250米至2,000米的地区，见于山谷或多石湿地山地灌木丛中，目前在日本被人工栽培为盆景。

## 别名
小叶山楂、牧虎梨（河南土名），红果子、浮萍果、大红子（贵州土名），猴楂、毛枣子（江西土名），山梨（湖南土名）

## 异名
- Crataegus cuneata Sieb. et Zucc. f. pleniflora S. X. Qian
- Crataegus cuneata Sieb. et Zucc. f. tang-chung-changii (Metcalf) Y. T. Chang